# إكلاس
الإكْلاس هو إصلاح التربة بمواد غنية بالكلس (Ca) والمَغْنِزْيُم (Mg)، مثل المرل، والطباشير، والحجر الجيري، والجير المحروق أو الجير المطفأ. تتفاعل هذه المواد في التربة الحمضية كقاعدة وتحيّد حموضة التربة. يحسن هذا غالبًا نمو النبات ويزيد من نشاط بكتيريا التربة، ولكن زيادة التعريض لهذه المواد قد تؤدي إلى الإضرار بالحياة النباتية.
يمكن أن يحسن الإكلاس أيضًا الاستقرار الكلي في التربة الطينية.غالبًا ما تستخدم لهذا الغرض المنتجات التي تحتوي على أكسيد الكَلْسِيُم (CaO) أو هيدروكسيد الكَلْسِيُم (Ca (OH) 2) في خليط مع كربونات الكالسيوم (CaCO 3). يمكن أن يقلل إكلاس الهيكل من خسائر الطين والمواد المغذية من ركام التربة.

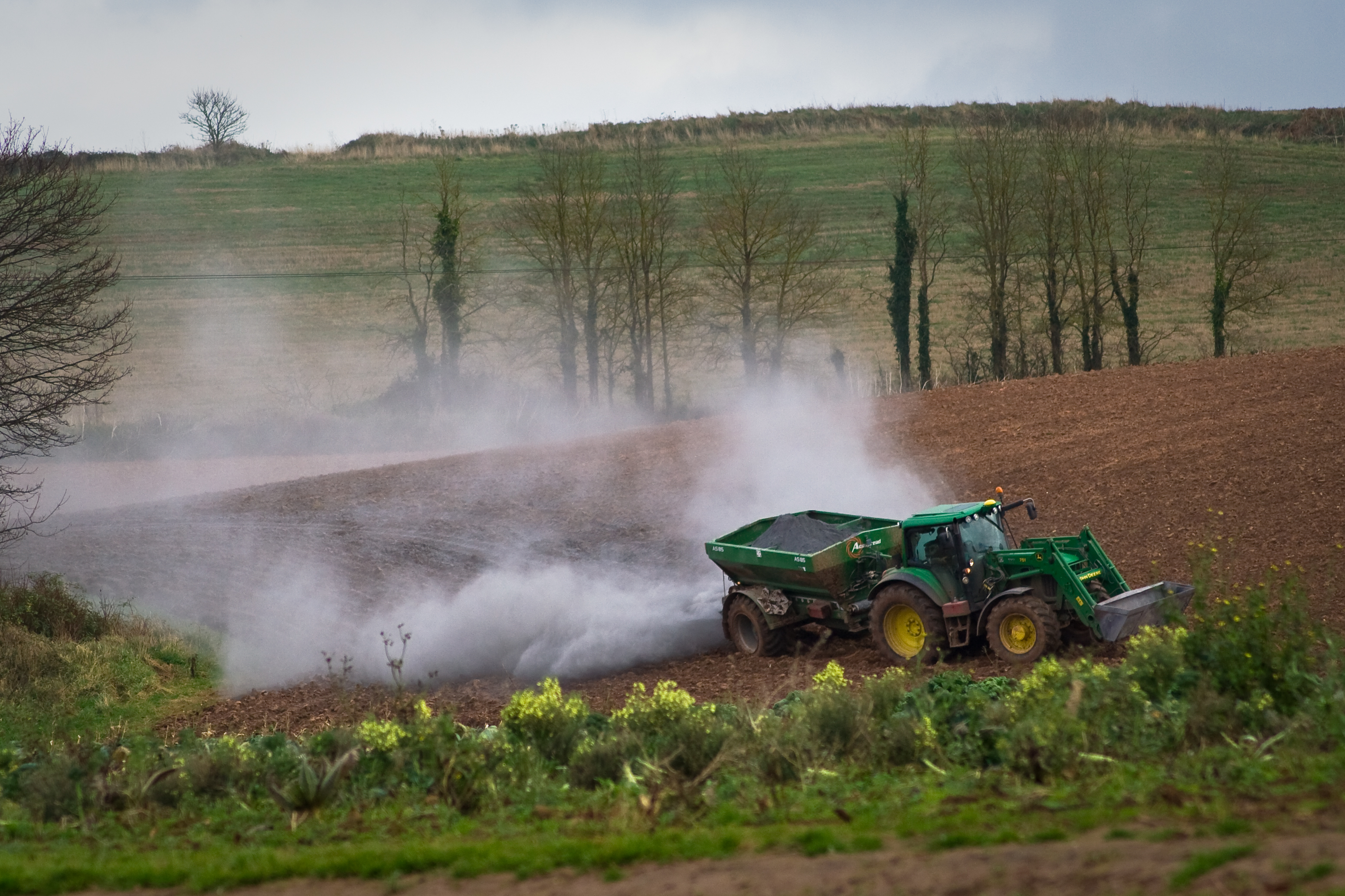
إكلاس حقل في ديفون

## الفوائد الرئيسة:[1]
- يخفف صلابة الأتربة الطينية واندماجها ويؤهلها لزيادة استيعاب الماء ولنشاظ البؤرة الجرثومية
- يفيد انسجام التركيب الغذائي لأن نسبته الغذائية تراوح من 1 إلى 4 في المئة.
- يُدمل التربة بأعماله التحليلية العضوية وينشط النترجة ويقودها إلى التمثيل
- يذكي قوة الامتصاص وهي خاصة في التربة تجعلة يحتفظ بين ذراته بأكبر كمية ممكنة من العناصر الغذائية البوطصية والأمُنِيَّة

من المرجح أن يَحدُث الإكلاس الزائد في التربة التي تحتوي على نسبة منخفضة من CEC ، مثل الرمال التي تعاني من نقص في عوامل التخزين المؤقت مثل المواد العضوية والطين.
معظم التربة الحمضية مشبعة بالألمنيوم بدلاً من أيُنَات الهِدرُجِن. فحموضة التربة ناتجة عن التحلل المائي للألمنيوم. أصبح مفهوم «إمكانية الإكلاس المناسب»  لتحديد درجة التشبع الأساسي في التربة أساسًا للإجراءات المستخدمة الآن في مختبرات اختبار التربة لتحديد «متطلبات الإكلاس» للتربة.
وجدت دراسة زراعية في كلية الغابات في إفْرَيْزِنغ بألمانيا قارنت مخزون الأشجار بعد 2 و 20 عامًا من الإكلاس أن الإكلاس يعزز ترشيح النترات ويقلل من محتوى الفوسفور في بعض الأوراق.